# 五億高中生命案
五億高中生命案，是2023年發生在臺灣臺中市北屯區的一起命案。2023年5月4日，一名赖姓18歲男高中生與26歲男子夏朝源登記結婚，登記後2小時即墜樓身亡。因坠楼经过不明、死者家庭背景复杂，且死者刚刚继承市值約5億元新臺幣的房地產（另有观点认为12亿元以上），經媒體報導後引起社會各界討論。

## 案件概況
2023年5月4日上午7時許，夏朝源與賴姓高中生相約出門；找了不相識的兩名路人作為證婚人，至戶政事務所登記同性婚姻；兩人前往夏朝源位於臺中市北屯區旱溪西路三段的公寓，兩個小時後賴姓少年倒臥在樓下被人發現，送醫搶救無效死亡。賴姓少年被人發現時头骨沒破、現場也無明顯血跡，民眾報案一度通報是路倒。

## 刑事追究

### 偵查過程
法醫高大成接受賴姓高中生家屬委託，協助調查死因。6月2日，夏朝源仍持有賴姓高中生30筆權狀，賴母委託律師寄出存證信函要求7日之內歸還，被夏朝源拒絕，賴母因此提告業務侵占。同月15日，高大成認為這件命案，變成受害方和檢方的攻防；他質疑夏朝源說法的真實性，其檢驗結果與檢方報告說法相衝突。案發後，夏父表示不知兒子夏朝源登記同婚，並曾透過簡訊回應配合檢方，表示願協助釐清事實與問題；在法醫解剖報告中，指賴生死因符合「高處墜落」致死。

### 起訴與判決
2023年6月21日，臺灣臺中地方檢察署宣佈全案偵結，夏姓父子因無直接殺人證據，涉犯殺人罪嫌不足而為不起訴處分，不過死者家屬仍可向臺灣高等檢察署台中分署聲請再議。同時，檢方認定賴、夏兩人婚姻無效，根據《中華民國刑法》第214條「使公務員登載不實罪」向臺灣臺中地方法院提起公訴。6月28日下午雙方調解中，夏朝源沒有出庭，由兩名律師代為出席；賴母委任律師表示調解不成立，只能進入民事訴訟。7月3日，死者家屬委託律師對殺人罪不起訴處分聲請再議，台中高分檢7月11日證實，已經收到案卷，目前已分案調查。7月28日，台中高分檢全案發回續查，8月4日分頁完成送回。
2024年6月28日，台中地方法院認定夏朝源與賴姓高中生假結婚，以偽造文書罪判決1年6月有期徒刑，不得易科罰金，案件仍可上訴。2025年1月23日，二審法院駁回夏男上訴，維持一審判決，全案定讞。2025年2月3日，夏朝源入監服刑。

## 民事訴訟
2025年6月18日，臺中地方法院就賴母提起的民事訴訟作出判決，認定賴姓高中生與夏朝源之間的婚姻無效，無權繼承其遺產。法院指出，兩人登記當日僅認識數小時，並無新婚喜悅等實質婚姻關係表徵，屬於形式結婚。
根據現行《民法》規定，配偶順位被排除後，繼承權將回歸賴的母親與兄弟姐妹。不過，由於賴母曾為大陸地區人民，戶籍狀態存有爭議，依法可能僅能繼承200萬元，其身分仍待主管機關釐清。賴家兄弟姐妹亦就遺產提出獨立訴訟，後續遺產繼承歸屬仍未確定。

## 外部連結
- 维基文库中的相關文獻：臺中地檢署偵辦夏姓被告父子被訴涉嫌殺人等案件偵查終結說明